# جوزيف بيرسون كالدويل
جوزيف بيرسون كالدويل (بالإنجليزية: Joseph Pearson Caldwell)‏ هو محامي وسياسي أمريكي، ولد في 5 مارس 1808، وتوفي في 30 يونيو 1853. حزبياً، نشط في حزب اليمين. وقد انتخب عضو مجلس نواب كارولينا الشمالية وانتخب عضو مجلس النواب الأمريكي.